# Сантичели Б (Козенца)
Сантичели Б је насеље у Италији у округу Козенца, региону Калабрија.
Према процени из 2011. у насељу је живело 57 становника. Насеље се налази на надморској висини од 237 м.